# Драгомир Тошић
Драгомир Драган Тошић (Београд, 8. новембар 1909 — Београд, 20. јун 1985) био је југословенски и српски фудбалер.

## Биографија
Играо је на месту левог бека у екипи Београдског спорт клуба (БСК) која је освојила прва два (од укупно пет) првенства Југославије - 1930/31. и 1932/33. године.
Приступио је БСК-у 1925. године, а првотимац је постао 1929. Играјући фудбал, успео је и да дипломира 1934. године на Техничком одсеку Грађевинског факултета у Београду. Каријеру је завршио 1935, одиграо је око 300 утакмица за БСК.
Био је члан југословенске делегације која је учествовала на Светском првенству 1930. у Уругвају, али је за репрезентацију дебитовао 3. августа 1930. против Аргентине (1:3) у Буенос Ајресу. Од дреса са државним грбом опростио се 24. септембра 1933. против Швајцарске (2:2) у Београду. Радио је као инжењер у београдском „Хидропројекту”, пензионисан 1974. и до смрти је живео у Београду.